# Les Forges d'Abel
Les Forges d'Abel és un barri que forma part dels municipis francesos de Borce i Urdos. Situat a la vall d'Aspa, a l'entrada francesa al túnel ferroviari de Somport, va donar la benvinguda a l'estació internacional de Les Forges d'Abel, la primera estació de la línia Pau-Canfranc sortint del túnel a França. En l'actualitat alberga els serveis de via de servei dels túnels de Somport i una planta hidroelèctrica operada per EDF.
"Forges d'Abel" era una petita planta d'acer que va ser modernitzada i operada per Frederic d'Abel (1780-1855), un fabricant de ferro natural de Stuttgart, Alemanya, entre 1828 i la dècada de 1850.
Un petit camí condueix a Estaens, una localitat a l'oest, on hi una planta hidroelèctrica, punt de partida per a excursions.